# 旁多水利枢纽工程
旁多水利枢纽工程位于中華人民共和国西藏自治区林周县旁多乡拉萨河干流上，以灌溉、发电为主，兼顾防洪和供水，是拉萨河流域的骨干性控制工程，也是拉萨河干流水电梯级开发的龙头水库。 

## 技术数据
坝址位于热振藏布、乌鲁龙曲、扒曲三条支流的汇合口，距旁多乡政府1.5km。坝址控制流域面积16370平方千米，年径流量62.48亿立方米，分别占拉萨河流域49.8%和58.52%。 坝基河床处覆盖层深厚，最深达420米。
工程主要由沥青混凝土心墙砂砾石坝、泄洪洞、泄洪兼导流洞、发电引水系统、电站厂房、灌溉输水洞等建筑物组成。采用一洞四机的方式引水式地面发电厂房位于右岸。泄洪兼导流洞全长756.8米,主洞断面为圆形,直径11米。泄洪洞全长782米，10米×11.5米圆拱直墙型断面。灌溉输水洞全长16.8公里,设计输水流量10立方米/每秒，进水口底板高程4061.6米，出水口底板高程4044.87米。
旁多水利枢纽左岸河床段坝基150米深混凝土悬挂防渗墙工程为由中国水电基础局有限公司承担，2010年10月30日完工。最深成墙深度为158米，世界防渗墙施工深度之最。打破了日本东京湾跨海大桥防渗墙136米的世界纪录与四川泸定水电站主坝防渗墙115米深的中国纪录。
总库容12.3亿立方米，其中调节库容8.11亿立方米，死库容2.71亿立方米。正常蓄水位4095米，死水位4066米。汛期限制水位为4093.5米，设计洪水位为4096.0米，校核洪水位为4098.7米。
每年为拉萨市提供工业用水0.85亿立方米，供水保证率可由现状的83%提高到99%。灌溉面积65.28万亩，其中新增27.42万亩，年增产粮食25.5万吨。

## 历史
旁多水利枢纽工程是西藏自治区“十一五”重点水利建设项目。 
2009年7月15日，旁多水利枢纽工程开工典礼。2010年10月30日坝基深防渗墙工程完工。2011年6月1日开始灌溉饮水洞采用隧道掘进机和钻爆法联合施工。2011年10月26日截流。2014年5月全部机组发电。预计将在2015年6月竣工。